# کیتاباتاکه توموفوسا
کیتاباتاکه توموفوسا (به ژاپنی: 北畠具房); تاریخ ورودی نامعتبر است – ۱۵ دسامبر ۱۵۷۶) کوگه (لقب اشرافی) و دایمیوی جنوب ولایت ایسه و نهمین رهبر خاندان کیتاباتاکه پسر ارشد کیتاباتاکه تومونوری بود. در سال ۱۵۶۳ رهبر خاندان شد و در سال ۱۵۶۹ ولایت وی مورد تهاجم اودا نوبوناگا قرار گرفت.